# Nsari jezik
Nsari jezik (saari, akweto, pesaa, sali; ISO 639-3: asj), jedan od 14 beboid jezika kojim govori 7 000 ljudi (2001 SIL) u provinciji North West u Kamerunu; sela: Mbissa, Kamine i Akweto.
Srodan je jeziku ncane [ncr] na kojem su neki također bilingualni. Neki nsari-govornici poznaju i kamerunski pidžin [wes] ili engleski.

## Vanjske poveznice
- Ethnologue (14th)
- Ethnologue (15th)